# مهماندوست علیا (نیر)
مهماندوست علیا یک روستا در ایران است که در دهستان مهماندوست واقع شده‌است. مهماندوست علیا ۳۷۵ نفر جمعیت دارد.